# Zell unter Aichelberg
Zell unter Aichelberg település Németországban, azon belül Baden-Württembergben. Lakosainak száma 3164 fő (2023. december 31.).

## Népesség
A település népessége az elmúlt években az alábbi módon változott:
| Lakosok száma | 1125 | 1311 | 1858 | 2094 | 2406 | 2575 | 2833 | 2971 | 3032 | 3164 |
|               | 1961 | 1967 | 1974 | 1980 | 1987 | 1993 | 2000 | 2006 | 2013 | 2023 |